# یواس‌اس پترسون (اف‌اف-۱۰۶۱)
یواس‌اس پترسون (اف‌اف-۱۰۶۱) (به انگلیسی: USS Patterson (FF-1061)) یک کشتی بود که طول آن ۴۳۸ فوت (۱۳۴ متر) بود. این کشتی در سال ۱۹۶۹ ساخته شد.